# ㅗ
ㅗ是朝鲜语谚文中的一个元音字母，在韩国的谚文字母表中排序第19位，在元音字母中排序第5。该字母的名称为“/”。
ㅗ是一个单元音，发音为半闭后圆唇元音，即/o/。
ㅗ在馬-賴轉寫和文观部式中均被转写为o。
ㅗ在朝鲜语盲文中，被表记为。其摩尔斯电码为“・－”。

## 复合元音
- ㅗ + ㅏ → ㅘ （/wɐ/）
- ㅗ + ㅣ → ㅚ （/ø/）
- ㅗ+ㅏ+ㅣ → ㅙ （/wɛ/）

## 字符编码
| 種類               | 用途 | Unicode | HTML     |
| ------------------ | ---- | ------- | -------- |
| 諺文相容字母       | ㅗ   | U+3157  | &#12631; |
| 諺文字母應用       |      | U+1169  | &#4457;  |
| 漢陽私人使用區應用 |      | U+F81B  | &#63505; |
| 半形字母           | ￌ    | U+FFCC  | &#65484; |